# Platysepalum scaberulum
Platysepalum scaberulum är en ärtväxtart som beskrevs av Hermann August Theodor Harms. Platysepalum scaberulum ingår i släktet Platysepalum och familjen ärtväxter. Inga underarter finns listade i Catalogue of Life.